# Dario Zuffi
Pour les articles homonymes, voir Zuffi.
Dario Zuffi, né le 7 décembre 1964 à Winterthour, est un joueur et entraîneur de football suisse.

## Biographie

### Joueur
Dario Zuffi commence sa carrière à Winterthour mais deviendra célèbre dans son pays lorsqu'il jouera pour le BSC Young Boys. En effet, il aidera le club à remporter le championnat suisse en 1985, saison où il inscrira 15 buts, faisant de lui le Meilleur jeune de l'année 1985–86. 
Lors de la saison 1988–89, Dario Zuffi sera deuxième meilleur buteur du championnat avec 19 buts, à égalité avec Kubilay Türkyılmaz, puis finira enfin meilleur buteur de la ligue lors de la saison 1990–91 avec 17 buts inscrits lors de la saison.  
Zuffi sera ensuite vendu au FC Lugano lors de la saison 1992–93, club avec qui il remportera la coupe suisse en 1993. 
La saison suivante, Dario Zuffi décidera de repartir jouer le club du FC Bâle qui évoluait alors en D2. Zuffi sera fait capitaine de l'équipe et inscrira 1 but pour le club lors de la saison, les aidant à monter en division 1. Il restera à Bâle jusqu'en 1998.
En 1998, Zuffi retournera dans son ancien club, l'équipe de sa ville natale du FC Winterthour qui l'avait fait découvrir. Il y jouera pendant 2 saisons et prendra sa retraite en l'an 2000.
Zuffi jouera également en tout 19 matchs pour l'équipe de Suisse de football de 1986 à 1997, et inscrira en tout 6 buts.  

### Entraîneur
Dario Zuffi travaille actuellement comme entraîneur de l'équipe jeune du FC Winterthour.

### Vie personnelle
Zuffi a trois fils également footballeurs, Sandro et Luca et Nico Zuffi.